# 1175
| 1175               |
| ------------------ |
| Dødsfald - Fødsler |
|                    |

| Gregoriansk kalender | 1175 MCLXXV             |
| Ab urbe condita      | 1928                    |
| Armensk kalender     | 624 ԹՎ ՈԻԴ              |
| Kinesiske kalender   | 3871 – 3872 甲午 – 乙未 |
| Etiopisk kalender    | 1167 – 1168             |
| Jødisk kalender      | 4935 – 4936             |
| Hindukalendere       |                         |
| - Vikram Samvat      | 1230 – 1231             |
| - Shaka Samvat       | 1097 – 1098             |
| - Kali Yuga          | 4276 – 4277             |
| Iransk kalender      | 553 – 554               |
| Islamisk kalender    | 570 – 571               |

Konge i Danmark: Valdemar den Store enekonge fra 1157-1182
Se også 1175 (tal)

## Begivenheder
- Roskilde Domkirke bygges

## Født
- Leonardo da Pisa